# 37019 Jordansteckloff
37019 Jordansteckloff è un asteroide della fascia principale. Scoperto nel 2000, presenta un'orbita caratterizzata da un semiasse maggiore pari a 3,1253911 au e da un'eccentricità di 0,1892465, inclinata di 17,46410° rispetto all'eclittica.